# Leptotrema oxysporum
Leptotrema oxysporum är en lavart som beskrevs av Redinger 1933. Leptotrema oxysporum ingår i släktet Leptotrema och familjen Thelotremataceae.   Inga underarter finns listade i Catalogue of Life.